# Pardangūn
Pardangūn (persiska: پَردَنگان, Pardangān, پردنگون) är en ort i Iran.   Den ligger i provinsen Mazandaran, i den norra delen av landet, 90 km norr om huvudstaden Teheran. Pardangūn ligger 902 meter över havet och antalet invånare är 971.
Terrängen runt Pardangūn är kuperad åt nordost, men åt sydväst är den bergig. Runt Pardangūn är det ganska tätbefolkat, med 80 invånare per kvadratkilometer. Närmaste större samhälle är Marzanābād, 3,4 km sydost om Pardangūn. Trakten runt Pardangūn består i huvudsak av gräsmarker.